# An Nông
An Nông là một xã thuộc huyện Triệu Sơn, tỉnh Thanh Hóa, Việt Nam.
Xã An Nông có diện tích 4,74 km², dân số năm 1999 là 6013 người, mật độ dân số đạt 1269 người/km².
Xã này nằm bên tuyến kênh Nhà Lê, là tuyến đường thủy đầu tiên trong lịch sử Việt Nam từ kinh đô Hoa Lư đến Đèo Ngang và được xem là tuyến đường Hồ Chí Minh trên sông vì những đóng góp cho các cuộc chiến tranh của người Việt.